# Адэйлу
Адэйлу (араб. أديلو, фр. Adaylou) — деревня в регионе Таджура в Джибути. Деревня расположена внутри широкой котловины и окружена гранитными горами со всех сторон. В Адэйлу одна из самых мягких зон климата в Джибути, который не всегда приятен во время сезона дождей. Адэйлу — одна из крупнейших деревень в регионе Таджура. Согласно местным верованиям, на месте где сейчас находится деревня, когда-то родила Харал-Маахис, предок Адаала. Население деревни составляет 1017 человек. Большинство населения в деревне — афары. Известная особенность Адэйлу — широкое выращивание овощей и фруктов. В деревне довольно много огородов и ферм.

## Климат
Климат в Адэйлу мягок, холоден и необычен, как в Айролафе и Ранде. Летом в городе образуется большой лагерь, когда в Таджуре и в Джибути очень жарко. Зимы мягкие, обычная дневная температура составляет 18 °C, и в январе, самом холодном месяце, температура составляет 13,7 °C. Лето жаркое. Июнь — самый жаркий месяц, со средней температурой 34,4 °C днём и 23 °C ночью. С апреля по май — сезон засух.
Согласно классификации климатов Кёппена, в Адэйлу жаркий семиаридный климат (BSh)
| Показатель                    | Янв. | Фев. | Март | Апр. | Май  | Июнь | Июль | Авг. | Сен. | Окт. | Нояб. | Дек. | Год  |
| ----------------------------- | ---- | ---- | ---- | ---- | ---- | ---- | ---- | ---- | ---- | ---- | ----- | ---- | ---- |
| Средний суточный максимум, °C | 23,0 | 24,0 | 25,9 | 28,0 | 31,0 | 34,2 | 34,4 | 33,5 | 31,9 | 28,6 | 25,8  | 23,5 | 28,7 |
| Средний суточный минимум, °C  | 13,7 | 14,8 | 16,0 | 18,2 | 20,3 | 23,3 | 23,0 | 22,4 | 22,1 | 18,2 | 15,8  | 14,4 | 18,5 |
| Норма осадков, мм             | 36   | 34   | 22   | 28   | 14   | 8    | 26   | 39   | 39   | 13   | 35    | 28   | 322  |
| Источник: Climate-Data.org    |      |      |      |      |      |      |      |      |      |      |       |      |      |